# Cyprus op het Eurovisiesongfestival 1983
Cyprus nam deel aan het Eurovisiesongfestival 1983 in München, Duitsland. Het was de 3de deelname van het land op het Eurovisiesongfestival. De CyBC was verantwoordelijk voor de Cypriotische bijdrage voor de editie van 1983.

## Selectieprocedure
Net zoals vorig jaar, koos men ervoor om de kandidaat van Cyprus te kiezen via een interne selectie

## In München
In München trad Cyprus als 13de van 20 landen aan, na Joegoslavië en voor Duitsland. Het land behaalde een 16de plaats, met 26 punten. Dit was tot dan toe de slechtste prestatie van het land op het festival.
België had 4 punten over voor het lied, Nederland gaf geen punten.

### Gekregen punten

#### Finale
| 12 punten            | 10 punten            | 8 punten | 7 punten | 6 punten                   |
| -------------------- | -------------------- | -------- | -------- | -------------------------- |
|                      |                      |          |          | - Joegoslavië              |
| 5 punten             | 4 punten             | 3 punten | 2 punten | 1 punt                     |
| - Duitsland - Israël | - België - Noorwegen |          |          | - Denemarken - Zwitserland |

### Punten gegeven door Cyprus

#### Finale
Punten gegeven in de finale:
| 12 punten | Griekenland         |
| 10 punten | Luxemburg           |
| 8 punten  | Joegoslavië         |
| 7 punten  | Zweden              |
| 6 punten  | Verenigd Koninkrijk |
| 5 punten  | Nederland           |
| 4 punten  | Frankrijk           |
| 3 punten  | Oostenrijk          |
| 2 punten  | Denemarken          |
| 1 punt    | Italië              |

1981 · 1982 · 1983 · 1984 · 1985 · 1986 · 1987 · 1988 · 1989 · 1990 · 1991 · 1992 · 1993 · 1994 · 1995 · 1996 · 1997 · 1998 · 1999 · 2000 · 2001 · 2002 · 2003 · 2004 · 2005 · 2006 · 2007 · 2008 · 2009 · 2010 · 2011 · 2012 · 2013 · 2014 · 2015 · 2016 · 2017 · 2018 · 2019 · 2020 · 2021 · 2022 · 2023 · 2024 · 2025